# Luis Hurtado de Mendoza y Pacheco

Familienwappen des Hauses Mendoza

Luis Hurtado de Mendoza y Pacheco (* 1489 in Guadalajara(?); † 19. Dezember 1566 in Mondéjar) stammte aus dem Haus Mendoza und war als 2. Markgraf (marques) von Mondéjar und 3. Graf (conde) von Tendilla ein hochrangiger spanischer Adliger. Als loyaler Diener König Karls I. (bzw. Kaiser Karls V.) wurde er später noch Vizekönig von Navarra (1543–46), Vorsitzender des Indienrats (1546–59) und des Rats von Kastilien (1561–63).

## Leben
Luis Hurtado de Mendoza war der Sohn von Íñigo López de Mendoza y Quiñones (El Gran Tendilla); von seinem im Jahr 1515 verstorbenen Vater übernahm er das im Jahr 1492 von den Katholischen Königen Isabella I. von Kastilien und Ferdinand II. von Aragón geschaffene Amt des Generalkapitäns der Alhambra. Obwohl seine Schwester María Pacheco mit Juan de Padilla, dem Anführer des „Comuneros-Aufstands“ (1520–22) verheiratet war, blieb er selbst dem König bzw. Kaiser treu ergeben, den er jedoch erst bei dessen Hochzeitsreise im Juni 1526 in Granada persönlich kennenlernte. Er war an den Planungen und Arbeiten am dortigen Palast Karls V. mitbeteiligt.

## Ehe und Nachfahren

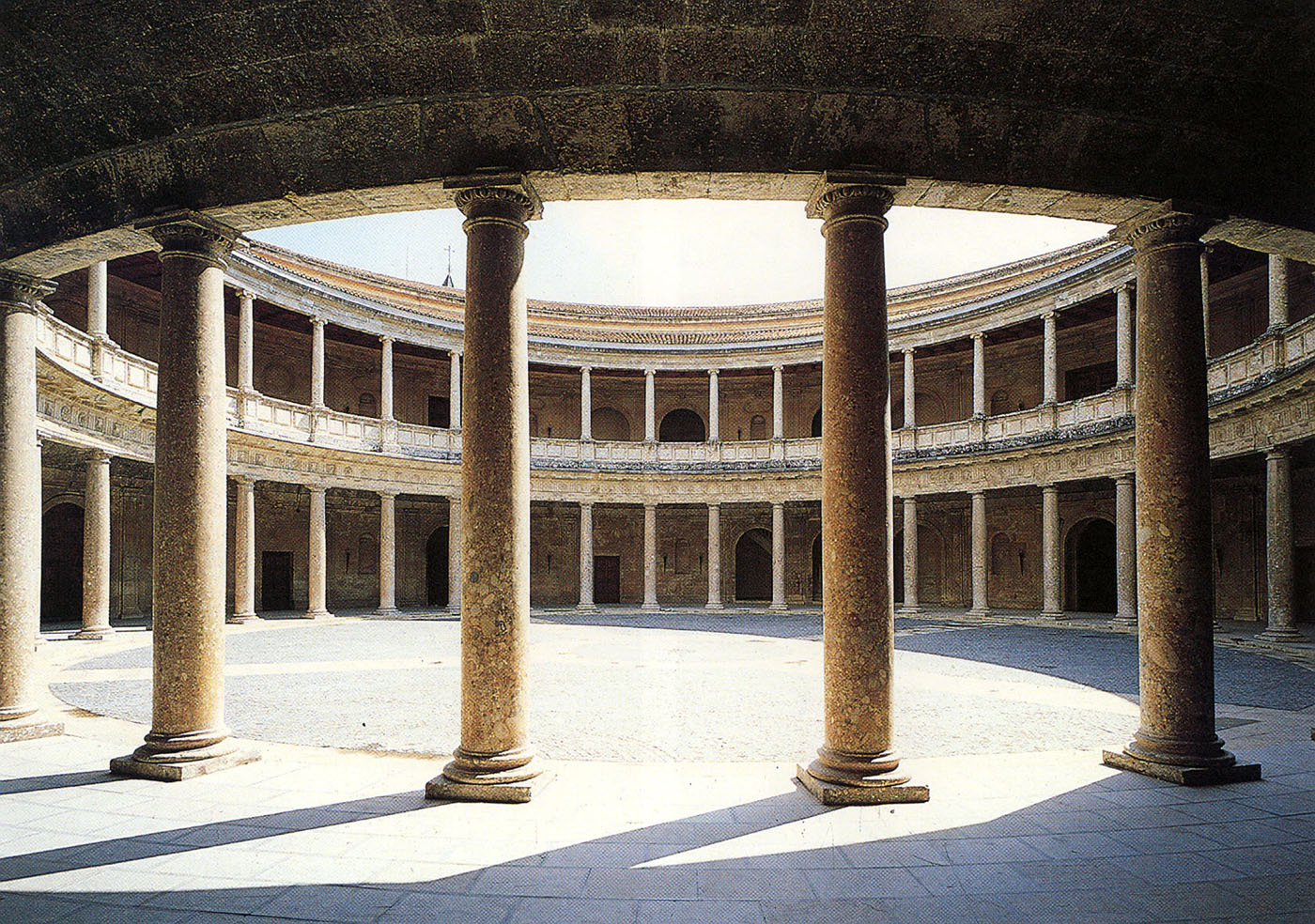
Palast Karls V.

Luis Hurtado de Mendoza heiratete Catalina Mendoza y Zúñiga und hatte mit ihr drei Kinder:
- Francisco Hurtado de Mendoza y Mendoza († 1562)
- Francisca Mendoza y Mendoza
- Iñigo López de Mendoza y Mendoza (1511–1580)